# دوردي توميتش
دوردي توميتش (بالصربية: Ђорђе Томић)‏ هو لاعب كرة قدم صربي في مركز الوسط، ولد في 11 نوفمبر 1972 في زمون ‏ في صربيا. شارك مع منتخب صربيا والجبل الأسود لكرة القدم. أما مع النوادي، فقد لعب مع أتلتيكو مدريد ب وأتلتيكو مدريد وإنتشون يونايتد وريال أوفييدو ونادي بارتيزان ونادي غانغون وهايدوك كولا.

## وصلات خارجية
- دوردي توميتش على موقع دوري كوريا الجنوبية (الإنجليزية)
- دوردي توميتش على موقع قاعدة بيانات كرة القدم.إي يو (الإنجليزية)
- دوردي توميتش على موقع ناشيونال فوتبول تيمز (الإنجليزية)
- دوردي توميتش على موقع عالم كرة القدم.نت (الإنجليزية)